# Ann-Marie Ljungberg

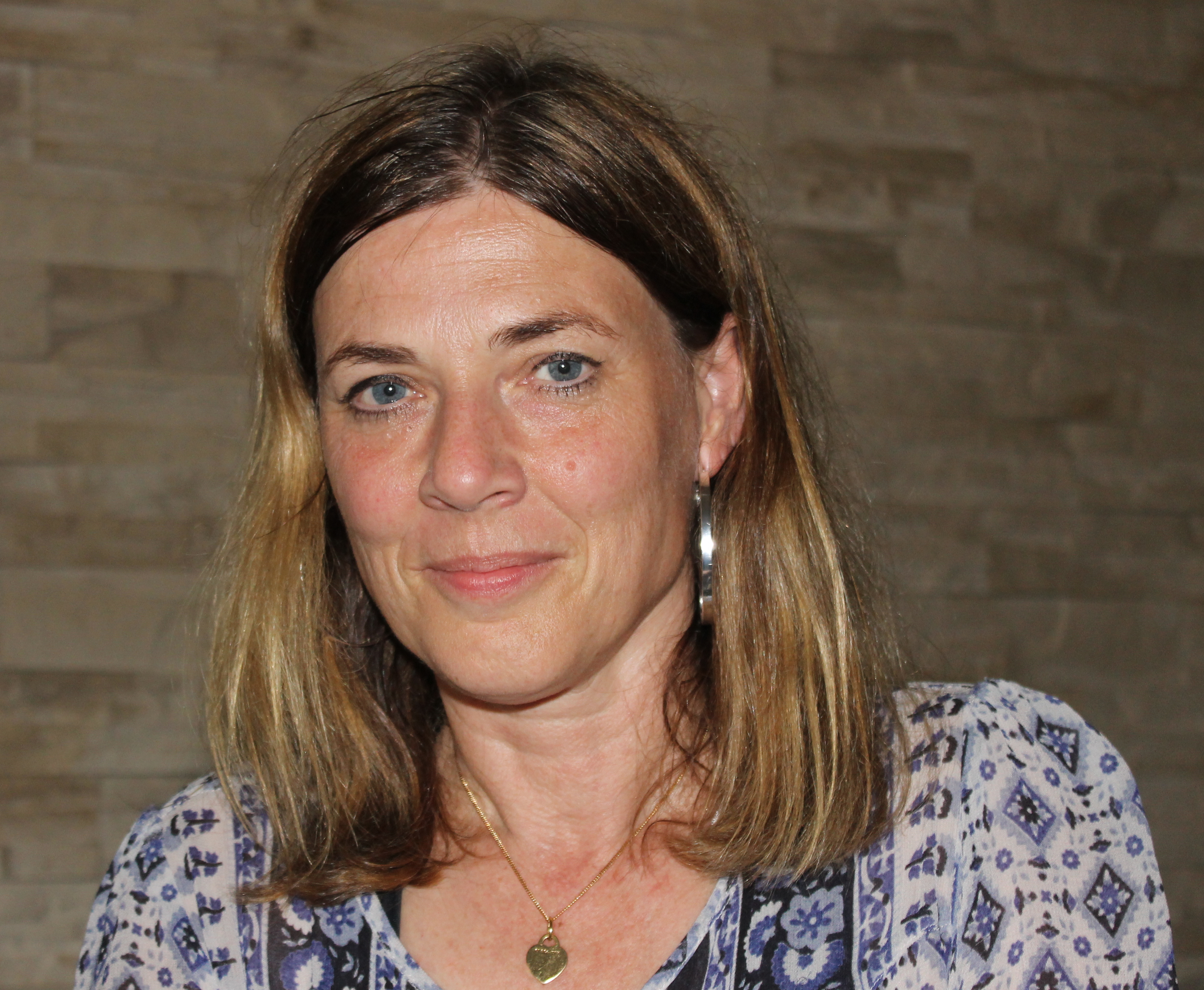
Ljungberg bei einer Lesung in Münster am 19. Juni 2017

Ann-Marie Frederika Ljungberg (* 28. April 1964 in Haparanda) ist eine schwedische Autorin.

## Leben
Ljungberg wuchs in Piteå auf.
Sie hat fünf Romane und einen Essay veröffentlicht; außerdem übersetzt sie Literatur aus dem Englischen und Norwegischen. Für den Roman Simone de Beauvoirs hjärta („Simone de Beauvoirs Herz“; 2005) wurde sie für den Augustpriset nominiert. Sie lebt in Göteborg und arbeitet als freiberufliche Kulturjournalistin und Kolumnistin. Seit 2013 ist sie mit dem Autor und Intendanten des Theaters von Göteborg, Björn Sandmark, verheiratet.
Ann-Marie Ljungberg übersetzte unter anderem drei von Linn Ullmanns Romanen. 2014 übersetzte sie Jenny Nordbergs Buch The Underground Girls of Kabul – In search of a hidden resistance in Afghanistan ins Schwedische. In ihrem philosophisch-politischen Essay I fallinjen. En essä om prekärfeminism (”Die Falllinie. Ein Essay über Prekärfeminismus”) (2015) entwickelt Ljungberg einen neuen Begriff, den „Prekärfeminismus“.

## Preise und Auszeichnungen
2001: Göteborgs Stads författarstipendium („Autorenstipendium der Stadt Göteborg“)

## Werke
- Resan till Kautokeino (”Die Reise nach Kautokeino”) Anamma, 1998
- Färjenäs Anamma, 2000
- Simone de Beauvoirs hjärta (”Simone de Beauvoirs Herz”) Alfabeta, 2005
- Mörker, stanna hos mig Alfabeta, 2009; deutsch: Dunkelheit, bleib bei mir! (Weidle Verlag 2016)
- Maja och döden (Jugendbuch) (Maja und der Tod) Kabusa Böcker, 2014
- I fallinjen. En essä om prekärfeminism (”Die Falllinie. Ein Essay über Prekärfeminismus”) Bokförlaget Korpen, 2015

## Übersetzungen (Auswahl)
- Linn Ullmann: Innan du somnar (Før du sovner) (deutscher Titel: „Die Lügnerin“) Norstedts, 1999
- Genevieve Hill: Idilia Dubbs dagbok („The diary of miss Idilia“) Pandang, 2002
- Henrik Einspor: Med döden i hälarna: en medeltidsskröna (Med døden i hælene) (”Mit dem Tod auf den Fersen”) Rabén & Sjögren, 2002
- Jenny Nordberg: De förklädda flickorna i Kabul („The Underground Girls of Kabul – In search of a hidden resistance in Afghanistan“) Bonniers, 2015